# 강필순
강필순은 대한민국의 성우이다. 1982년 EBS 5기 성우로 데뷔하였다.

## 주요 출연작품

### 애니메이션
- 신밧드의 모험 (EBS)

### 드라마
- 반민특위 (MBC)
- 제2공화국 (MBC) - 담임선생님
- 길 (SBS)

### 영화
- 유혹의 향기
- 여자장터
- 구멍난 도시
- 아벤고 공수군단
- 무 - 마사